# Стивен Кокер
Стивен Рој Кокер (енгл. Steven Roy Caulker; Лондон, 29. децембар 1991) је енглески фудбалер, који тренутно игра за Алањаспор.